# Khadra
Khadra (em árabe: خضراء) é uma cidade e comuna localizada na província de Mostaganem, Argélia. De acordo com o censo de 2008, a população total da cidade era de 14 045 habitantes.